# Гръдна кост
Гръдната кост (на латински: sternum; на старогръцки: στέρνον) представлява плоска кост, която вероятно за първи път се появява при четириногите като продължение на гръдния пояс.
Обикновено при земноводните и влечугите гръдната кост представлява щит-образна структура (пластрон), често съставена изцяло от хрущял.
При птиците е много добре развита, сравнително голяма, и обикновено се разраства и образува кил (на латински: carina s. crista sternalis).

При бозайниците гръдната кост е продълговата, със сегментирана форма, и е също така много добре развита. При някои бозайници, като опосумите, отделните сегменти на гръдната кост никога не се сливат, а остават разделени от хрущялната плоча през целия период на развитие.

## При човек
Гръдната кост при човека е продълговата, плоска, Т-образна, костна плоча, която се намира приоритетно към сърцето в центъра на гръдния кош (гърдите). Тя се свързва чрез хрущял с ребрените кости, формиращи предната част на гръдния кош, като по този начин помага за защита на белите дробове, сърцето и големите кръвоносни съдове от физическа травма. Въпреки че е сраснала, гръдната кост може да бъде разделена на три области:
- дръжка (на английски: manubrium)
- тяло (на английски: body of sternum)
- мечовиден израстък (на английски: xiphoid process)

В естествената си позиция, наклона на костта е от горе надолу и напред. Тя е леко изпъкнала в предната си част и вдлъбната в горната задна част. Стеснява се в точката, където дръжката се свързва към тялото, след което, малко под средата на тялото отново се разширява, и накрая се стеснява в долния си край. Средната дължина на гръдната кост при възрастните е около 17 cm, и е доста по-дълга при мъжете, отколкото при жените.